# ヤングアニマルZERO
『ヤングアニマルZERO』（ヤングアニマルゼロ）は、白泉社が発行する日本の隔月刊青年漫画雑誌。2019年9月9日創刊。奇数月9日発売。『ヤングアニマル』（同社）の増刊誌。定価は850円。判型はB5判。雑誌のテーマは「戦う青年コミック誌」。

## 歴史

### 創刊まで
2018年6月1日に月刊青年漫画雑誌『ヤングアニマル嵐』（白泉社）が休刊となり、同誌の誌面にて新雑誌の創刊が発表された。同年9月に「エロ系」の作品を掲載する電子雑誌『ハレム』と、同年末に「YAの遺伝子を継ぐ、“戦う”青年コミック誌!!!」というキャッチコピーによる、『ヤングアニマルレジスタンス（仮）』が創刊される予定であった。同年11月29日、「エロス」がテーマの『ハレム』（同社）が創刊。
2019年7月、「“戦うもの達”の物語」を雑誌のテーマとした『ヤングアニマル』（同社）の増刊誌『ヤングアニマルZERO』の創刊を発表し、連載作品と作家の第1弾が公開される。久世岳の『ニラメッコ』、宮月新の原作とおちゃうの作画による『去勢転生』、作家は押切蓮介、稲井カオル、稲葉そーへー、メイジメロウ、岡村星、松本明澄がラインナップされていた。同年8月5日発売の『花とゆめ』（同社）19号にて、福山リョウコの『聴けない夜は亡い』が本誌で連載されることを発表。8月9日発売の『ヤングアニマル』16号の誌面上にて、第2弾として福山の作品と藏丸竜彦、杉山惇氏の連載が発表される。8月23日発売の同誌17号にて、三浦建太郎の原作とプロデュースによる『ドゥルアンキ』の連載を告知。三浦のほかには、「各誌で活躍中」の漫画家が集められた。

### 創刊後
2019年9月9日に「戦う青年コミック誌」のキャッチコピーを掲げて創刊。創刊号は630ページの量で、表紙は三浦建太郎とスタジオ我画による『ドゥルアンキ』のイラストが担当。創刊時には三浦、久世、福山の連載や押切の読み切りが「マンガ好きに刺さ」り、話題となった。創刊号や2019年12月1日号では『ベルセルク』、2020年2月1日号では『ドゥルアンキ』のクリアファイルが付属していたが、2021年2月1日号では漫画作品ではない2.5次元モデルのあまつまりなのクリアファイルが付属している。白泉社によると本誌の人気掲載作品は『ドゥルアンキ』、『聴けない夜は亡い』、『ニラメッコ』。
本誌のメディアミックス作品として、テレビアニメ化が決定して『マンガPark』（同社）から移籍した技来静也の『拳奴死闘伝セスタス』が、2020年12月1日号より連載されている。
2021年5月6日に三浦建太郎が死去し、『ドゥルアンキ』の連載が同年8月1日号で終了。編集部の三浦の初期作を読者に届けたいという思いにより、同年10月1日号より『王狼』のリバイバル連載が企画される。

## 特徴
「ユニセックス」を目標として創刊。群像劇、「涙のドラマ」、サスペンス、アクション、コメディなど「様々なジャンル」の「幅広いテーマの漫画」が掲載されているが、「コアなマンガファンを満足させる、“戦う”キャラクターを押し出した」作品が連載されている。編集部によると、「いま自分がイチバン面白いと、部員が思う作品が載ってる雑誌」である。
プロデューサーの佐久間宣行によると、「バラエティ豊かなラインナップ」で「いろんなジャンルのマンガ」が掲載されており、「『面白いものを作るんだ』という気概」が伝わってくる雑誌となっている。

## 連載作品

### 現在連載中の作品
2025年8月1日号（2025年7月9日）現在。
- 聴けない夜は亡い（福山リョウコ）：2019年10月1日号[4] -
- 数学ゴールデン（藏丸竜彦）：2019年10月1日号[4] -
- ニラメッコ（久世岳）：2019年10月1日号[4] -
- OL、ラッコを飼う。（井上知之）：2020年4月1日号 - ※『ヤングアニマル』と並行で不定期連載[26]
- 拳奴死闘伝セスタス（技来静也）：2020年12月1日号[18] -  ※『拳闘暗黒伝セスタス』第2部[18]、『マンガPark』より移籍[19][18]
- 妖刀に魅入られしスケルトン 〜迷宮を支配し、無敵の軍勢を率いる《最強》の剣魔王〜（原作：銀翼のぞみ、漫画：鶴岡伸寿）：2021年10月1日号[22] -
- 北欧ふたりぐらし（だたろう）：2021年12月1日号[27] -
- ラプソディ・イン・レッド（あみだむく）：2022年2月1日号[28] -
- ぼくの好きな人が好きな人（原作：葵せきな、漫画：つづら涼）：2022年12月1日号[29] -
- ノラの家（夕海）：2023年2月1日号[30] - 2025年8月1日号[31]
- 創世のタイガ（森恒二）：2023年6月1日号[32] - ※第2部[32]
- 火の龍の国（石井明日香）：2023年10月1日号[33] -
- モンスターの肉を食っていたら王位に就いた件（原作：駄犬、キャラクター原案：芝、漫画：鈴羅木かりん）：2024年2月1日号[34] -
- ドカ食いダイスキ! もちづきさん（まるよのかもめ）：2024年6月1日号[35] -
- 百鬼夜行の花嫁達（原作：熊谷純、漫画：さぎやまれん）：2025年4月1日号[36] -
- 邪命邪魅（梅田阿比）：2025年6月1日号[37] -
- 魔法機械人間906（吉永裕ノ介）：2025年8月1日号[38] -

### 連載終了作品
- 去勢転生（原作：宮月新、作画：おちゃう）：2019年10月1日号[4] - 2020年2月1日号 →『ヤングアニマル』に移籍[16]
- 獣国のパナギア（メイジメロウ）：2019年10月1日号[4] - 2021年10月1日号[22]
- 先日助けて頂いた〇〇です！（稲葉そーへー）：2019年10月1日号[4] - 2022年2月1日号[28]
- 隻影の影人（矢神翔）：2019年12月1日号[15] - 2021年10月1日号[22]
- そのへんのアクタ（稲井カオル）：2019年10月1日号[4] - 2022年8月1日号
- テンタクル（岡村星）：2019年10月1日号[4] - 2023年12月1日号[39]
- ドゥルアンキ（スタジオ我画 produced by三浦建太郎）：2019年10月1日号[4] - 2021年8月1日号[22]
- 百鬼夜京（松本明澄）：2019年10月1日号[4] - 2022年12月1日号[40]→連載終了[41]
- プリズン・オブ・ヘルランド（杉山惇氏）：2019年10月1日号[4] - 2020年4月1日号
- お母さんは同級生!（ももせたまみ）：2019年12月1日号[15] - 2020年12月1日号[42]
- 終末は、君と（文尾文）：2020年4月1日号[43] - 2021年4月1日号[44]→連載終了[45]
- 水姫先輩の恋占い（シロサワ）：2020年8月1日号[46] - 2025年2月1日号[47]
- オカルト研は存在しない!!（河原井優貴）：2020年10月1日号[48] - 2022年12月1日号[49]
- カペラの眩光（相澤いくえ）：2020年12月1日号[50] - 2022年2月1日号[51]→連載終了[45]
- 王狼（原作：武論尊、作画：三浦建太郎）：2021年10月1日号[23][22] - 2022年2月1日号 ※リバイバル連載[23]
- 王狼伝（原作：武論尊、作画：三浦建太郎）：2022年4月1日号 - 2022年12月1日号 ※リバイバル連載
- この百合はフィクションです（むちゃハム）：2022年4月1日号[52] - 2025年4月1日号[36]
- RED Es（藤井あだし野）：2022年6月1日号[53] - 2025年2月1日号[54]
- 魔法少女殲滅兵器 筋肉少女（たま虫あっとに）：2022年10月1日号[55] - 2024年2月1日号[56] ※『ヤングアニマル』の集中連載が連載化[57]
- ジャパン（原作：武論尊、漫画：三浦建太郎）：2023年2月1日号[58] - 2023年8月1日号 ※リバイバル連載[58]
- ニキ。（栄川遥）：2023年2月1日号[30] - 2025年6月1日号[59]